# Тиранчик рудощокий
Тира́нчик рудощокий (Phylloscartes parkeri) — вид горобцеподібних птахів родини тиранових (Tyrannidae). Мешкає в Перу і Болівії.

## Поширення і екологія
Рудощокі тиранчики мешкають на східних схилах Анд в Перу (на південь від Уануко і Паско) і північній Болівії (на південь до Бені). Вони живуть у вологих гірських і рівнинних тропічних лісах. Зустрічаються на висоті від 700 до 1200 м над рівнем моря.